# Abraxini
Abraxini là một tông bướm đêm thuộc phân họ Ennominae.

## Chi
Do nhiều chi thuộc phân họ Ennominae chưa được xếp vào các tông, danh sách chi có thể có nhiều thay đổi. Hầu hết các chi được xếp tại đây có thể được chuyển sang tông Cassymini nếu đây được xem là một tông độc lập.
- Abraxas
  - Abraxas grossulariata
  - Abraxas sylvata
- Auzeodes
- Ballantiophora
- Berberodes
- Cassyma
- Danala
- Gyostega
- Heterostegane
- Hydatocapnia
- Leuciris
- Ligdia
  - Ligdia adustata
- Lomaspilis
  - Lomaspilis marginata
- Ninodes
- Orthocabera (tạm thời được xếp vào đây)
- Peratophyga
- Pristostegania
- Protitame
- Pycnostega
- Stegania
- Syngonorthus
- Xenostega
- Zamarada (tạm thời được xếp vào đây)

Heliomata, thường được xếp vào tông Macariini, cũng có thể được xếp vào tông này.